# Мюсен

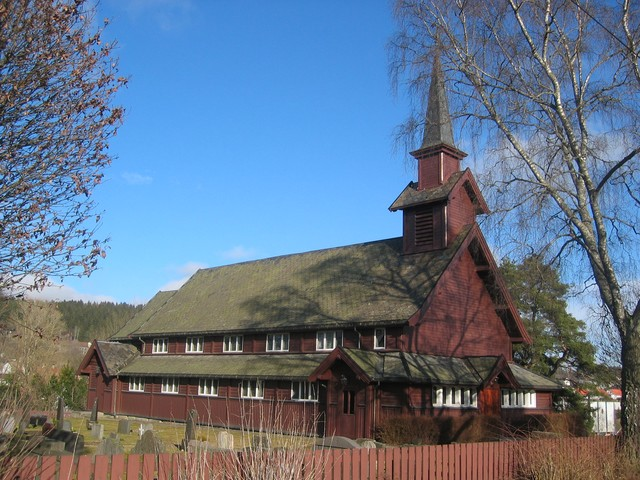
Церква Мюсена

Мюсен (норв. Mysen) — адміністративний центр муніципалітету Ейдсберг в графстві Естфолл у Норвегії.
Місто названо на честь старої ферми Мюсен (скандин. Mysin, від * Mosvin), оскільки місто побудоване на його землі. Перший елемент — mosi — «болото», останній елемент — vin — «луг, пасовище».

## Історія міста
У період з 1920 р. до 1961 р. це був окремий муніципалітет. Мюсен став незалежним муніципалітетом 1 липня 1920 року, коли він був відокремлений від Ейдсберга. 1 січня 1961 року Мюсен знову був об'єднаний з Ейдсбергом. Як і в багатьох інших місцях Східної Норвегії, він виріс біля залізничного вокзалу після відкриття Східної лінії Естфола в 1882 році. Сьогодні станція є кінцевою зупинкою для більшості місцевих поїздів на східній лінії. Тому Мюсен — це центр зв'язку для Нижнього Фольда (Østfold), з автобусними маршрутами до більшої частини околиць, а також до Тексфорса (Töcksfors) у Швеції. Станом на 1 січня 2011 року в селі проживало 6084 мешканця.
Під час Другої світової війни в Мюсен був нацистський концтабір. [джерело?] Одним з комендантів табору був Ганс Аумеєр, якого пізніше судили та засудили на суді над Освенцимом.

## Видатні люди з Мюсена
- Ян Ґарбарек — музикант
- Атле Несс — письменник
- Бредж Вастевік — маунтенбайкер